# 東海 ドまんなか!
『東海 ドまんなか!』（とうかい ドまんなか!）は、東海地方のNHK総合テレビジョンで2022年4月8日から放送されている報道・地域情報番組である。

## 概要
1993年放送開始の『ナビゲーション』の後継番組として、2022年4月から放送を開始した番組。キャスターキャスターは田所拓也（NHKアナウンサー）が務める。2023年度より、藤井彩子（NHKアナウンサー）がキャスターに就任し、2022年度のキャスターだった田所がフィールドキャスターに回った（2024年4月東京アナウンス室へ異動に伴い同年3月15日放送をもって番組降板）。
毎週金曜日の19:30から25分間放送される。基本は収録型である。
ただし、2022年度は月末の金曜日のみ、田所に加え、MC（進行役）として井戸田潤（スピードワゴン，愛知県小牧市出身）とNHKアナウンサーの藤井彩子も加わって、2021年度に不定期で放送された『ド真ん中ジャーナル!』のコンセプトを活かして、19:30 - 20:13の43分間で放送され、「東海 ドまんなか!LIVE（生放送スペシャル版）」として放送される。ただし、こちらは静岡県では放送されないが、一部の放送回のみ静岡県でもネットする場合があった。
『ド真ん中ジャーナル!』の時にも行われていた名古屋ラジオ第1放送でのスピンオフ『ドまんなかラジオ!』も引き続き不定期で放送される。同番組はテレビで放送される内容に沿ったリスナーからの意見や情報をラジオでも募集するというもの。
またこれまでは、名古屋局がカバーする北陸地方の3県（富山、石川、福井）も地域情報番組のネット対象だったが、本番組は東海4県のみとなり、北陸向けは各県別編成を基本に、月1～2回程度（年16回程度）、北陸地方向け特集番組（北陸スペシャルなど）が放送される。

## 放送時間
- 本放送：金曜日 19:30 - 19:55、東海4県向け
  - 2022年度は月末のみ静岡を除く東海3県のみ「東海 ドまんなか!LIVE」として20:13まで拡大生放送。静岡は一部の放送回のみネット。
- 再放送：土曜日 11:25 - 11:50（2024年4月 - ）東海4県向け
  - 2022年度は土曜 9:30 - 9:55、2023年度は土曜 10:05 - 10:30だったが、2024年度より放送時間が変更。
  - 静岡局は、年間20本程度（月2回ペース）で同時間帯に「たっぷり静岡＋」が放送される場合、土曜日の放送が本放送扱いとなる（まれに岐阜・三重の単独特番を編成する場合も同文である）。ただし、2022年度は月末のみ拡大生放送の翌日は再放送がないため、東海4県向けの特集番組などに充てられた。
  - 2024年1月12日は、緊急特別番組「能登半島地震 被災地からの声」（19:30 - 20:40、東海北陸地方向け）を生放送された[注釈 3][5][6]。また、『総合テレビ（石川県内）同時放送』として、BS103チャンネル（旧NHK BSプレミアム）でもサイマル放送された[7][8]。
  - 2024年2月2日は、緊急特別番組「能登半島地震1ヵ月 被災地からの声」（19:30 - 20:41、東海北陸地方向け）を生放送された[注釈 4][注釈 5][9][10]。また、『総合テレビ（石川県内）同時放送』として、BS103チャンネル（旧NHK BSプレミアム）でもサイマル放送された。
  - 2024年3月1日は、『チコちゃんに叱られる!』（関東地方、山梨県、新潟県を除く地域は別番組に差替え）をネット受けせず、緊急特別番組「能登半島地震2か月 被災地からの声 迫られる選択」（20:00 - 20:30、東海北陸地方向け）を生放送された[注釈 6][11][12]。また、『総合テレビ（石川県内）同時放送』として、BS103チャンネル（旧NHK BSプレミアム）でもサイマル放送された。

## 現在の出演者

### キャスター
- 原大策（NHKアナウンサー、2025年4月4日 - ）[13]

### MC（月末）
- 井戸田潤（スピードワゴン）[注釈 7]

藤井と井戸田はラジオスピンオフ「ドまんなかラジオ!」も担当

### ナレーション
- 矢方美紀
- 棚橋真典

### その他
- 取材した記者・アナウンサー、特集テーマに沿った専門家や東海地方にゆかりのある著名人

## 過去の出演者

### キャスター
- 田所拓也（NHKアナウンサー、2022年4月8日 - 2024年3月15日[注釈 8][注釈 9]）
- 藤井彩子（NHKアナウンサー、2023年4月7日 - 2025年3月14日）[注釈 10][14]